# Kathleen Sky
Kathleen Sky (geboren als Kathleen Mckinney am 5. August 1943 in Alhambra, Kalifornien) ist eine amerikanische Science-Fiction- und Fantasy-Autorin.

## Leben
Nach ihrem Studium arbeitete Sky von 1964 bis 1971 bei einem Kinderfriseur in Pasadena und danach ehrenamtlich für Humane Society in Pasadena.
Ihre erste Erzählung One Ordinary Day, with Box erschien 1972 in der von David Gerrold herausgegebenen Anthologie Generation. Zu dieser Zeit trug sie noch den aus einer ersten Ehe mit Karl Sky stammenden Namen Kathleen Mckinney Sky.
1972 heiratete sie den Schriftsteller Stephen Goldin, mit dem zusammen sie The Business of Being a Writer (1982) schrieb. 1982 wurde die Ehe geschieden.
1975 erschien ihr Debütroman Birthright, in dem es um die Frage geht, wie man in einer Welt, in der genetische Manipulation alltäglich geworden ist, Menschen und Androiden unterscheiden kann. Außerdem verfasste sie zwei Tie-ins zur Originalserie Raumschiff Enterprise.

## Bibliografie
Romane
- Birthright (1975)
- Ice Prison (1976)
- Vulcan! (Star Trek Bantam #5, 1978)
  - Deutsch: Mission auf Arachnae. Pabel (Terra Taschenbuch #317), 1979.
- Death’s Angel (Star Trek Bantam #13, 1981)
- Witchdame (1985)

Sammlung
- Star Rooks (2004, mit Stephen Goldin)

Kurzgeschichten
- One Ordinary Day, with Box (1972)
  - Deutsch: Ein gewöhnlicher Tag – mit Kasten. In: Wolfgang Jeschke (Hrsg.): Science Fiction Story Reader 5. Heyne (Heyne Science Fiction & Fantasy #3473), 1975, ISBN 3-453-30355-5.
- Lament of the Keeku Bird (1973)
- Door to Malequar (1975)
  - Deutsch: Malequar. In: Wolfgang Jeschke (Hrsg.): Eine Lokomotive für den Zaren. Heyne (Heyne Science Fiction & Fantasy #3725), 1980, ISBN 3-453-30629-5.
- A Daisychain for Pav (1976)
  - Deutsch: Ein Gänseblumenkränzchen für Paw. In: Wolfgang Jeschke (Hrsg.): Spinnenmusik. Heyne (Heyne Science Fiction & Fantasy #3646), 1979, ISBN 3-453-30559-0.
- Motherbeast (1978)
- Painting the Roses Red (1980, mit Stephen Goldin)
- The Devil Behind the Leaves (1981, mit Stephen Goldin)
- But I Don’t Do Dragons (1982)

Sachliteratur
- The Business of Being a Writer (1982, mit Stephen Goldin)